# 福岡医療短期大学
福岡医療短期大学（ふくおかいりょうたんきだいがく、英語: Fukuoka College of Health Science）は、福岡県福岡市早良区田村2-15-1に本部を置く日本の私立大学。1978年創立、1997年大学設置。大学の略称は福医短。

## 概観

### 大学全体
- 福岡県福岡市早良区に所在する日本の私立短期大学で、設置主体は学校法人福岡学園[1]
- 開学は1997年[注 2]で元々は女子のみを対象とした歯科衛生学科のみの単科短大だったが、保健福祉学科の設置により全体的には男女共学となったが、それの廃止後は再び実質上の女子短大となったが、2023年度より再び共学となった[2]。

### 教育および研究
- 福岡医療短期大学は、元々歯科大学附属の歯科衛生士専門学校であったことから歯科衛生士養成課程の方が歴史的に永いものとなっている。福岡歯科大学病院での臨床実習や福岡歯科学園内にある介護老人保健施設｢サンシャインプラザ｣での口腔介護実習のほか課外活動としてアメリカ西海岸への研修旅行もある。保健福祉学科は、口腔ケアの知識をもった介護福祉士を育てるというセールスポイントがあり、福岡歯科学園内にある介護老人保健施設｢サンシャインプラザ｣での実習が取り入れられていた。

### 学風および特色
- 福岡医療短期大学は福岡歯科大学に併設されている関係上、歯学部との連携が強く、短大の教員は歯科大学との兼任者も多いものとなっている。学内に老人保健施設・福祉施設がある。歯科大学の併設校となってはいるが、キャンパスはお互い離れている。

## 沿革
- 1978年 福岡歯科大学付属歯科衛生専門学校を設置。
- 1996年
  - 12月19日 左記を以て文部省[注 3]より短期大学の設置が認可される[3]。
- 1997年
  - 4月1日 福岡医療短期大学が以下の学科体制にて開学する[4]。
    - 歯科衛生学科 入学定員80名

  - 5月1日 学生数[5]/定員
    - 歯科衛生学科 96[注釈 1]/80
- 1998年
  - 5月1日 学生数[6]/定員
    - 歯科衛生学科 177[注釈 1]/160
- 1999年
  - 4月1日 専攻科に以下の課程を設置[7]。
    - 歯科衛生専攻 入学定員10名

  - 5月1日 学生数[8]/定員
    - 歯科衛生学科 171[注釈 1]/160
- 2000年
  - 4月1日 以下の学科を増設[9]。
    - 保健福祉学科[注 4] 入学定員60名[10]
- 2003年
  - 4月1日 歯科衛生学科の修学年限を3年制に延長[11]。
- 2009年
  - 4月1日 専攻科の歯科衛生専攻を口腔保健専攻に名称変更[12]。
  - 同 保健福祉学科の入学定員を60→40に減員[13]。
- 2010年
  - 4月1日 専攻科歯科衛生専攻の入学定員を10→20に増員[14]。
- 2011年
  - 4月1日 法人名を学校法人福岡学園に変更認可。
- 2019年
  - 4月1日 この年度で保健福祉学科の学生募集を最終とする[注 5]。
- 2021年
  - 3月31日 左記をもって保健福祉学科を廃止[2]。
- 2023年
  - 4月1日 歯科衛生学科を男女共学とする[2]。

## 基礎データ

### 所在地
- 福岡県福岡市早良区田村2-15-1

### 交通アクセス
- 福岡市地下鉄七隈線次郎丸駅下車。

### 象徴
- ホームページを参照[16]。

## 教育および研究

### 組織

#### 学科
- 歯科衛生学科 入学定員80名
- 保健福祉学科 入学定員40名[注 6]

#### 専攻科
- 歯科衛生専攻：修業年限は昼間部1年制。

#### 別科
- なし

##### 取得資格について
資格
- 介護福祉士：保健福祉学科
- 訪問介護員：歯科衛生学科

受験資格
- 歯科衛生士：歯科衛生学科

#### 附属機関
- 介護老人保健施設サンシャインシティ
- 介護老人福祉施設サンシャインプラザ

### 研究
- 『自然と文化 福岡歯科大学・福岡医療短期大学紀要』[18]

## 学生生活

### 部活動・クラブ活動・サークル活動
- 福岡医療短期大学のクラブは、歯科大学との合同で行われているのが特徴である。

### 学園祭
- 福岡医療短期大学の学園祭は歯科大学との合同で行われている。

## 施設

### キャンパス
- 本館
- 学生駐車場
- いこいの広場

### 姉妹校
- 福岡歯科大学

## 卒業後の進路について

### 就職について
- 歯科衛生学科：専門職として歯科診療所に就職する人が大半である。福岡歯科大学附属医科歯科病院などに就職している。
- 保健福祉学科：特別養護老人ホームや老人保健施設をはじめ介護職に就く人が大半である。学園内にあるサンシャインシティーや福岡病院・ケアハウス・グループホームなどに就職している。

### 編入学・進学実績
- 歯科衛生学科：福岡歯科大学歯学部・福岡医療短期大学専攻科ほか[19]。
- 保健福祉学科：西南学院大学・日本福祉大学・九州保健福祉大学・聖マリア学院短期大学ほか[20]